# Divisiones regionales de fútbol de Italia
Las Ligas Regionales de Italia están compuestas por: Eccellenza (5.º nivel), Promozione (6.º nivel), Prima Categoria (7.º nivel), Seconda Categoria (8.º nivel) y Terza Categoria (9.º nivel).
| Región | Eccellenza                               | Promozione                               | Prima Categoria                               | Seconda Categoria                                | Terza Categoria                                |  |
| --- | ---------------------------------------- | ---------------------------------------- | --------------------------------------------- | ------------------------------------------------ | ---------------------------------------------- |  |
| Liguria Web Oficial                                                                                           | Eccellenza Liguria (1)                   | Promozione Liguria (2)                   | Prima Categoria Liguria ()                    | Seconda Categoria Liguria ()                     | Terza Categoria Liguria ()                     |  |
| Lombardía Web Oficial                                                                                         | Eccellenza Lombardia (3)                 | Promozione Lombardia (7)                 | Prima Categoria Lombardia (12)                | Seconda Categoria Lombardia (25)                 | Terza Categoria Lombardia (34)                 |  |
| Piamonte & Valle de Aosta Web Oficial                                                                         | Eccellenza Piamonte & Valle de Aosta (2) | Promozione Piamonte & Valle de Aosta (4) | Prima Categoria Piamonte & Valle de Aosta (8) | Seconda Categoria Piamonte & Valle de Aosta (16) | Terza Categoria Piamonte & Valle de Aosta (17) |  |
| Emilia-Romaña Web Oficial                                                                                     | Eccellenza Emilia-Romagna (2)            | Promozione Emilia-Romagna (4)            | Prima Categoria Emilia-Romagna (8)            | Seconda Categoria Emilia-Romagna (18)            | Terza Categoria Emilia-Romagna (20)            |  |
| Friuli-Venecia Julia Web Oficial                                                                              | Eccellenza Friuli-Venezia Giulia (1)     | Promozione Friuli-Venezia Giulia (2)     | Prima Categoria Friuli-Venezia Giulia ()      | Seconda Categoria Friuli-Venezia Giulia ()       | Terza Categoria Friuli-Venezia Giulia ()       |  |
| Trentino-Alto Adigio Web Oficial del Comité Provincial de Trento Web Oficial del Comité Provincial de Bolzano | Eccellenza Trentino-Alto Adige (1)       | Promozione Trentino-Alto Adigio (2)      | Prima Categoria Trentino-Alto Adigio ()       | Seconda Categoria Trentino-Alto Adigio ()        | Terza Categoria Trentino-Alto Adigio ()        |  |
| Véneto Web Oficial                                                                                            | Eccellenza Veneto (2)                    | Promozione Veneto (4)                    | Prima Categoria Veneto (8)                    | Seconda Categoria Veneto (16)                    | Terza Categoria Veneto (19)                    |  |
| Marcas Web Oficial                                                                                            | Eccellenza Marche (1)                    | Promozione Marche (2)                    | Prima Categoria Marche (4)                    | Seconda Categoria Marche ()                      | Terza Categoria Marche ()                      |  |
| Lacio Web Oficial                                                                                             | Eccellenza Lazio (2)                     | Promozone Lazio (4)                      | Prima Categoria Lazio (8)                     | Seconda Categoria Lazio (13)                     | Terza Categoria Lazio (15)                     |  |
| Toscana Web Oficial Archivado el 7 de octubre de 2014 en Wayback Machine.                                     | Eccellenza Toscana (2)                   | Promozione Toscana (3)                   | Prima Categoria Toscana (6)                   | Seconda Categoria Toscana (12)                   | Terza Categoria Toscana (17)                   |  |
| Umbría Web Oficial                                                                                            | Eccellenza Umbria (1)                    | Promozione Umbría (2)                    | Prima Categoria Umbría ()                     | Seconda Categoria Umbría ()                      | Terza Categoria Umbría ()                      |  |
| Abruzos Web Oficial                                                                                           | Eccellenza Abruzzo (1)                   | Promozione Abruzzo (2)                   | Prima Categoria Abruzzo (4)                   | Seconda Categoria Abruzzo (7)                    | Terza Categoria Abruzzo (12)                   |  |
| Basilicata Web Oficial Archivado el 16 de noviembre de 2014 en Wayback Machine.                               | Eccellenza Basilicata (1)                | Promozione Basilicata (1)                | Prima Categoria Basilicata ()                 | Seconda Categoria Basilicata ()                  | Terza Categoria Basilicata ()                  |  |
| Molise Web Oficial                                                                                            | Eccellenza Molise (1)                    | Promozione Molise (1)                    | Prima Categoria Molise ()                     | Seconda Categoria Molise ()                      | Terza Categoria Molise ()                      |  |
| Campania Web Oficial                                                                                          | Eccellenza Campania (2)                  | Promozione Campania (4)                  | Prima Categoria Campania (8)                  | Seconda Categoria Campania (18)                  | Terza Categoria Campania (23)                  |  |
| Calabria Web Oficial                                                                                          | Eccellenza Calabria (1)                  | Promozione Calabria (2)                  | Prima Categoria Calabria (4)                  | Seconda Categoria Calabria (8)                   | Terza Categoria Calabria (12)                  |  |
| Sicilia Web Oficial                                                                                           | Eccellenza Sicilia (2)                   | Promozione Sicilia (4)                   | Prima Categoria Sicilia (10)                  | Seconda Categoria Sicilia (7)                    | Terza Categoria Sicilia (13?)                  |  |
| Cerdeña Web Oficial                                                                                           | Eccellenza Sardegna (1)                  | Promozione Sardegna (2)                  | Prima Categoria Sardegna (¿?)                 | Seconda Categoria Sardegna (¿?)                  | Terza Categoria Sardegna (¿?)                  |  |
| Apulia Web Oficial Archivado el 5 de febrero de 2014 en Wayback Machine.                                      | Eccellenza Puglia (1)                    | Promozione Puglia (2)                    | Prima Categoria Puglia (3)                    | Seconda Categoria Puglia (4)                     | Terza Categoria Puglia (11)                    |  |